# Lutopecny
Lutopecny (in tedesco Lutopetz) è un comune della Repubblica Ceca facente parte del distretto di Kroměříž, nella regione di Zlín.